# Фаншань (Люйлян)
Фанша́нь (кит. упр. 方山, пиньинь Fāngshān) — уезд городского округа Люйлян провинции Шаньси (КНР). Уезд назван по находящейся на его территории горе Фаншань.

## История
При империи Западная Хань здесь существовал уезд Гаолан (皋狼县); в конце империи Восточная Хань он был присоединён к уезду Лиши.
При империи Северная Ци в 552 году был создан уезд Лянцюань (良泉县). При империи Северная Чжоу в 577 году из уезда Лиши был выделен уезд Куху (窟胡县). При империи Суй в 583 году уезд Куху был переименован в Сюхуа (修化县). В 607 году уезд Лянцюань был переименован в Фаншань, а вскоре после этого был расформирован уезд Сюхуа.
При империи Цзинь уезд Фаншань был поднят в статусе до области — так появилась область Фанчжоу (方州). Во время правления монголов в 1265 году область была опять понижена в статусе до уезда, а в 1266 году уезд Фаншань был присоединён к уезду Лиши.
В 1918 году уезд Фаншань был создан вновь. В 1949 году был создан Специальный район Синсянь (兴县专区), и уезд вошёл в его состав. В 1952 году Специальный район Синсянь был расформирован, и уезд перешёл в состав Специального района Юйцы (榆次专区).В 1954 году уезд Лиши был объединён с уездом Фаншань в уезд Лишань (离山县). В 1958 году уезд Лишань был объединён с уездом Чжунъян; объединённый уезд получил старое название Лиши. В 1960 году уезд Чжунъян был воссоздан. В 1967 году уезд Лиши был передан в состав округа Цзиньчжун (晋中地区).
В 1971 году был образован Округ Люйлян (吕梁地区), и уезд Лиши перешёл в его состав; при этом из уезда Лиши был выделен уезд Фаншань.
Постановлением Госсовета КНР от 23 октября 2003 года с 2004 года округ Люйлян был расформирован, а вместо него образован городской округ Люйлян.

## Административное деление
Уезд делится на 5 посёлков и 2 волости.